# نغوين فان سون
نغوين فان سون هو لاعب كرة قدم فيتنامي، ولد في 25 فبراير 2001.